# Kōge
Kōge (上毛町, Kōge-machi) est un bourg du district de Chikujō, dans la préfecture de Fukuoka, au Japon.

## Géographie

### Démographie
Au 1er juillet 2014, la population de Kōge s'élevait à 7 548 habitants répartis sur une superficie de 62,40 km2.